# ヤンデックスメール
ヤンデックスメール（英：Yandex_mail）は、ヤンデックスの無料電子メールサービス。2000年6月26日に発売され、Dr.Webウイルス対策プログラムを使用してメールメッセージ内のウイルスをチェックし、Spamooboronyと呼ばれる他社の製品を使用してスパムを自動的にフィルタリングし、システムはまた、他の外国語からのメッセージを変換する機能を持つ。
AndroidとiOS用のアプリケーションでも提供されている。

## 沿革
2000年6月26日に運用を開始した。2009年には、1つのドメインで最大1000のメールアカウントを作成できる無料サービス「Yandex.Mail for domain」を開始。2010年には個別のスパムフィルターが追加された。2011年にメール翻訳機が追加され、英語とウクライナ語の翻訳が可能となり、その後2016年からは40言語が利用できるようになった。
2012年、ヨーロッパで急成長し、最も人気のある5つのメールサービスの1つとなり、月に2万5千の新規登録者を獲得した。
2013年、メールテンプレート機能が追加。2013年6月からは、受信メールを種類で区別する「メールマーカー」が搭載された。
2020年9月、Yandex.Mail 360がYandex.Mail for domainへ移行した。これは、メール、ディスク、カレンダー、メッセンジャー、連絡先、ノートという複数のYandexサービスを統合したもので、ユーザーに20GBの無料スペースを提供する。

## セキュリティ問題
2014年、120万件のアカウント情報がインターネット上で公開された。サイバー攻撃された訳ではなく、ユーザーがフィッシングの被害に遭ったことを示唆した。
2021年2月、従業員がアカウント情報を販売していたことを明らかにした。これにより影響を受けた4887のアカウントの所有者にパスワードを変更するよう促す通知を行ったと述べている。